# 일함 토흐티
일함 토흐티(위구르어: ئىلھام توختى, 중국어: 伊力哈木·土赫提, 병음: Yīlìhāmù Tǔhètí 이리하무투허티[*], 1969년 10월 26일 ~ )는 중국의 위구르족 출신 경제학자이다. 중국 당국으로부터 분리주의 선동 혐의로 체포되어 무기징역을 선고받았다.

## 생애
중국 신장 위구르 자치구의 아투스시에서 태어났다. 둥베이 사범대학 경제학과를 졸업하고 중앙 민족 대학 교수로 재직하는 한편 위구르족과 한족 간의 관계를 연구하는 한편 위구르족 문제를 주제로 한 웹사이트인 위구르 온라인(Uyghur Online)을 운영했다.
2009년 7월 우루무치 소요 사태를 계기로 중국 정부의 위구르족 정책을 비판했고 이를 계기로 중국 당국으로부터 분리주의 선동 혐의로 체포되었다. 2014년 1월에는 베이징시 공안 당국으로부터 분리주의 선동 혐의로 체포되었으며 2014년 9월 23일에는 우루무치시 중급인민법원으로부터 무기징역을 선고받았다.
2014년에 미국 펜센터로부터 표현의 자유 증진에 기여한 공로를 인정받아 펜-바버라 골드스미스 자유 저작상을 수상했고 2016년에는 국제앰네스티로부터 마틴 에널스상 수상자로 선정되었다. 2019년에는 유럽 의회로부터 바츨로프 하벨 인권상, 사하로프상 수상자로 선정되었다.